# Municipio Metropolitano de Buffalo City
Buffalo City es un municipio metropolitano de Sudáfrica en la provincia Oriental del Cabo.
Comprende una superficie de 285.6 km².
El centro administrativo es la ciudad de East London.

## Demografía
Según censo 2001 contaba con una población total de 724.312 habitantes.